# Jüdische Gemeinde Reken
Die jüdische Gemeinde Reken existierte seit 1856, als sich die Juden aus Groß Reken und Klein Reken mit denjenigen aus Borken, Gemen, Heiden, Raesfeld, Ramsdorf und Velen zum Synagogenbezirk Borken, mit Borken als Hauptort, zusammenschlossen. Mit dem Bau einer Synagoge in der Groß Rekener Hauptstraße im Jahre 1863 bildeten sie eine selbständige Untergemeinde mit eigenen Gottesdiensten. Mit dem Verkauf der Synagoge am 29. März 1938 erlosch das jüdische Leben in Reken.

## Erste Quellen und Nachweise jüdischen Lebens in Reken
Die ältesten schriftlichen Nachweise über jüdische Einwohner in Reken sind in den Gesamtgeleiten der Münsteraner Fürstbischöfe enthalten. Ab 1749 werden Philipp Ansel in Klein Reken und ab 1773 dessen Sohn Ascher Philip sowie in Groß Reken Alexander Mendel erwähnt. Aus einer Prozessakte des Schulzenhofes aus dem Jahre 1840 geht hervor, dass Mendel Löwenstein 1771 und sein Bruder Wolf Löwenstein 1774 in Groß Reken geboren wurden.

## Jüdisches Leben bis zum Ende der Weimarer Republik
Mit Beginn des 19. Jahrhunderts wuchs die Zahl der jüdischen Familien in Reken. Im Urkataster von Groß Reken aus dem Jahre 1821 erscheinen drei jüdische Familien, im Klein Rekener Urkataster von 1825 zwei jüdische Familien.
Bis zur Mitte des 19. Jahrhunderts stieg die Zahl der Juden in Groß Reken und Klein Reken stark an. In einer Liste des Landrats in Borken bezüglich der Bildung von Synagogengemeinden aus dem Jahre 1848 sind in Groß Reken fünf jüdische Familien mit 27 Mitgliedern und in Klein Reken drei Familien mit 17 Mitgliedern aufgeführt. Die Rekener Juden übten die für Juden traditionellen Berufe aus. 1848 ist als Erwerbstätigkeit der fünf Männer in Groß Reken und der drei Männer in Klein Reken bis auf einen die Berufsbezeichnung „Kleinhändler“ angegeben. Diese Struktur durchbrachen nur wenige. Es gab einen Schlosser, einen Strumpfweber und zwei Lehrer.
1905 waren von 2.265 Einwohnern Groß Rekens 28 Juden, von 433 Einwohnern Klein Rekens 13 Juden. Zumindest für die Zeit zu Beginn des 20. Jahrhunderts lässt sich sagen, dass die jüdischen Familien in Groß Reken akzeptiert wurden. Die männlichen Juden in Reken leisteten ihren Militärdienst wie die übrigen Rekener ab. Sechs jüdische Männer aus Groß Reken und ein Jude aus Klein Reken nahmen am Ersten Weltkrieg teil.
Im Jahre 1925 lebten noch 18 Juden am Ort (14 in Groß Reken, 4 in Klein Reken). Öffentliche antisemitische Angriffe sind vor der NS-Zeit aus Reken nicht bekannt.

### Familien in Groß Reken und Klein Reken
Eine systematische Erfassung der in Reken geborenen, verstorbenen oder dort verheirateten jüdischen Personen ist erst seit 1875 möglich, da ab diesem Jahr die entsprechenden Personenstandsregister erhalten sind. Danach wohnten um 1900 in der damaligen Gemeinde Groß Reken die Familien Simon Lebenstein (Haus Nr. 16), David Lebenstein (Haus Nr. 48), Silberschmidt (Haus Nr. 7), Misch (Haus Nr. 8), Rosenbaum (Haus Nr. 10) und Metzger (Haus Nr. 14), in Klein Reken sind zu dieser Zeit die beiden Familien Abraham (Anschel) Humberg (Haus Nr. 17) und Moses Humberg (Haus Nr. 40) nachzuweisen.

### Zuordnung zu Synagogengemeinden
Laut Statut vom 5. Mal 1856 bildete Groß Reken eine selbständige Untergemeinde zur Synagogenhauptgemeinde Borken. Seit 1909 war sie Mitglied des Deutsch-Israelitischen Gemeindebundes.

### Jüdische Schule
Gegen Ende des 19. Jahrhunderts fand für jüdische Kinder aus dem Raum Reken in einem Privathaus Unterricht statt. Im Jahre 1908 sind in Groß Reken 20 jüdische Schulkinder verzeichnet. Lehrer Gustav Bär aus Gemen unterrichtete 1909 neun jüdische Kinder aus Groß Reken und zwei aus Klein Reken in Religion und erhielt hierfür einen Zuschuss des „Deutsch-Israelitischen Gemeindebundes“. 1924/25 wurden noch drei Kinder in jüdischer Religion unterwiesen. Nach dem Ersten Weltkrieg besuchten jüdische Kinder aus Groß Reken die jüdische Schule in Borken.

## Jüdische Friedhöfe und die Synagoge in Reken
Während es im Ortsteil Groß Reken und Klein Reken jeweils einen jüdischen Friedhof gab, verfügte nur der Ortsteil Groß Reken über einen eigenen Betsaal.

### Friedhof in Groß Reken
Der jüdische Friedhof in Groß Reken ist erhalten geblieben und wurde am 24. Februar 1998 in die Denkmalliste eingetragen. Er liegt in einem kleinen Waldgrundstück, das unmittelbar nördlich an die Wohnsiedlung „Kerkenberg“ angrenzt. Das Grundstück ist von einer Hecke umgeben und 441 m² groß. 14 Gräber sind noch zu erkennen. Der älteste Grabstein mit lesbarer Inschrift stammt aus dem Jahre 1889 (Salomon Lebenstein), der jüngste aus dem Jahre 1941 (Herta Simon). 1985 errichtete die Gemeinde Reken auf dem Groß Rekener Friedhof einen Gedenkstein. Die Grabsteine wurden im Jahre 2001 von der Gemeinde mit Zuschüssen aus dem Landesetat restauriert. Das Wäldchen, das den jüdischen Friedhof umgibt, gehört inzwischen John Albert Roberts aus Sydney. Es befand sich vorher im Besitz seines Großvaters und dann seiner Mutter.

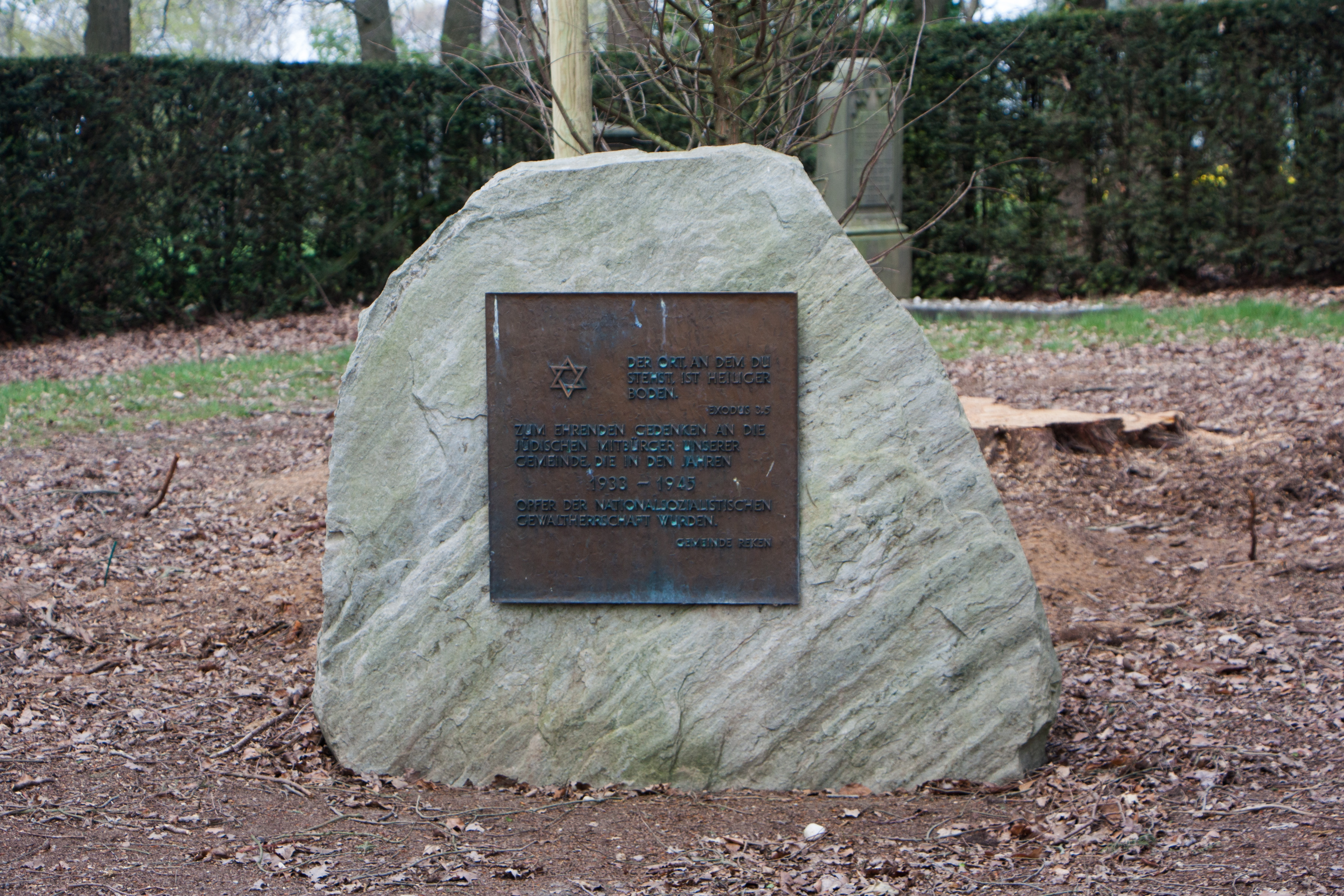
Gedenkstein auf dem Friedhof in Groß Reken (2020)
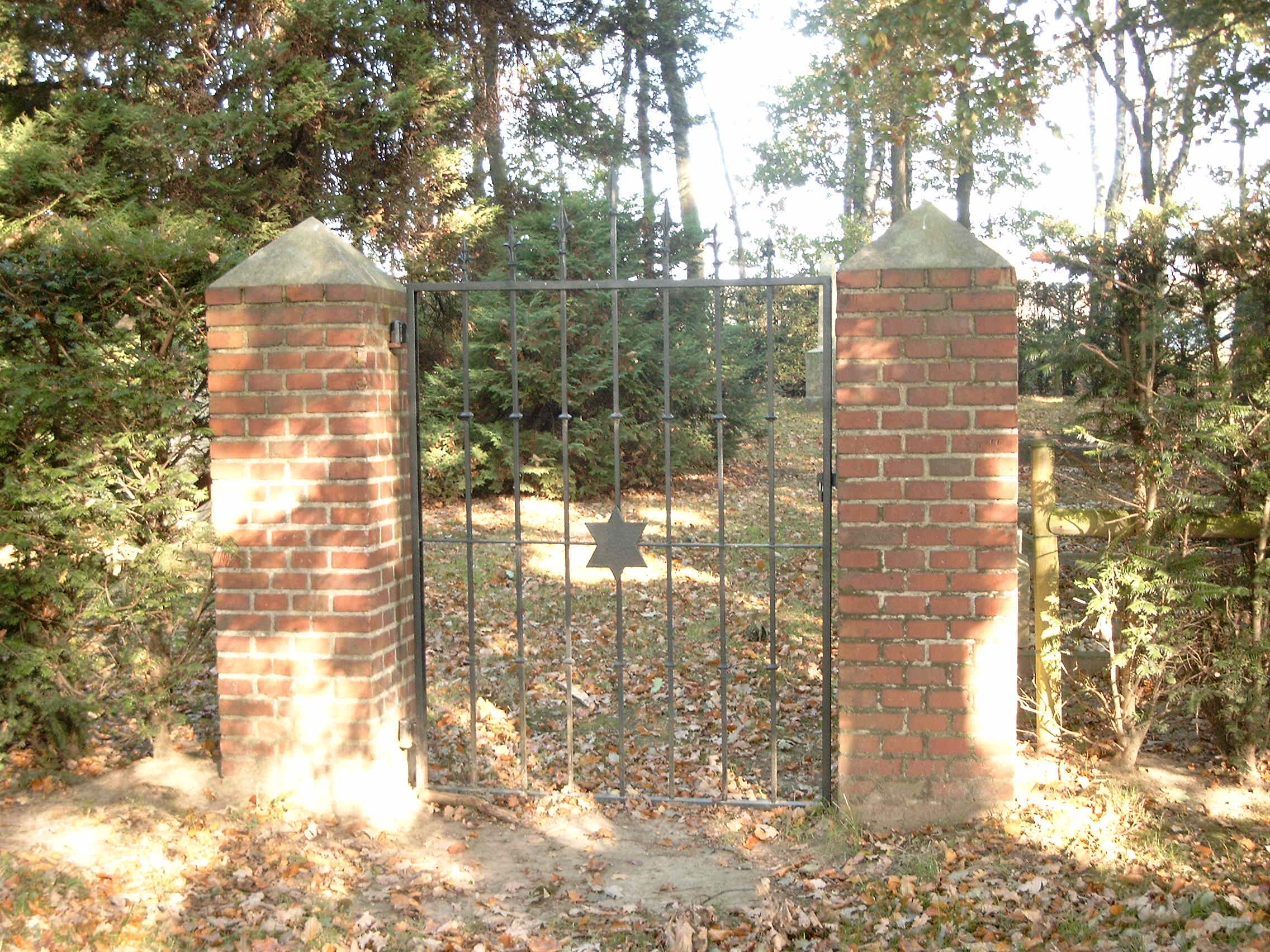
Eingangstor des jüdischen Friedhofs in Groß Reken
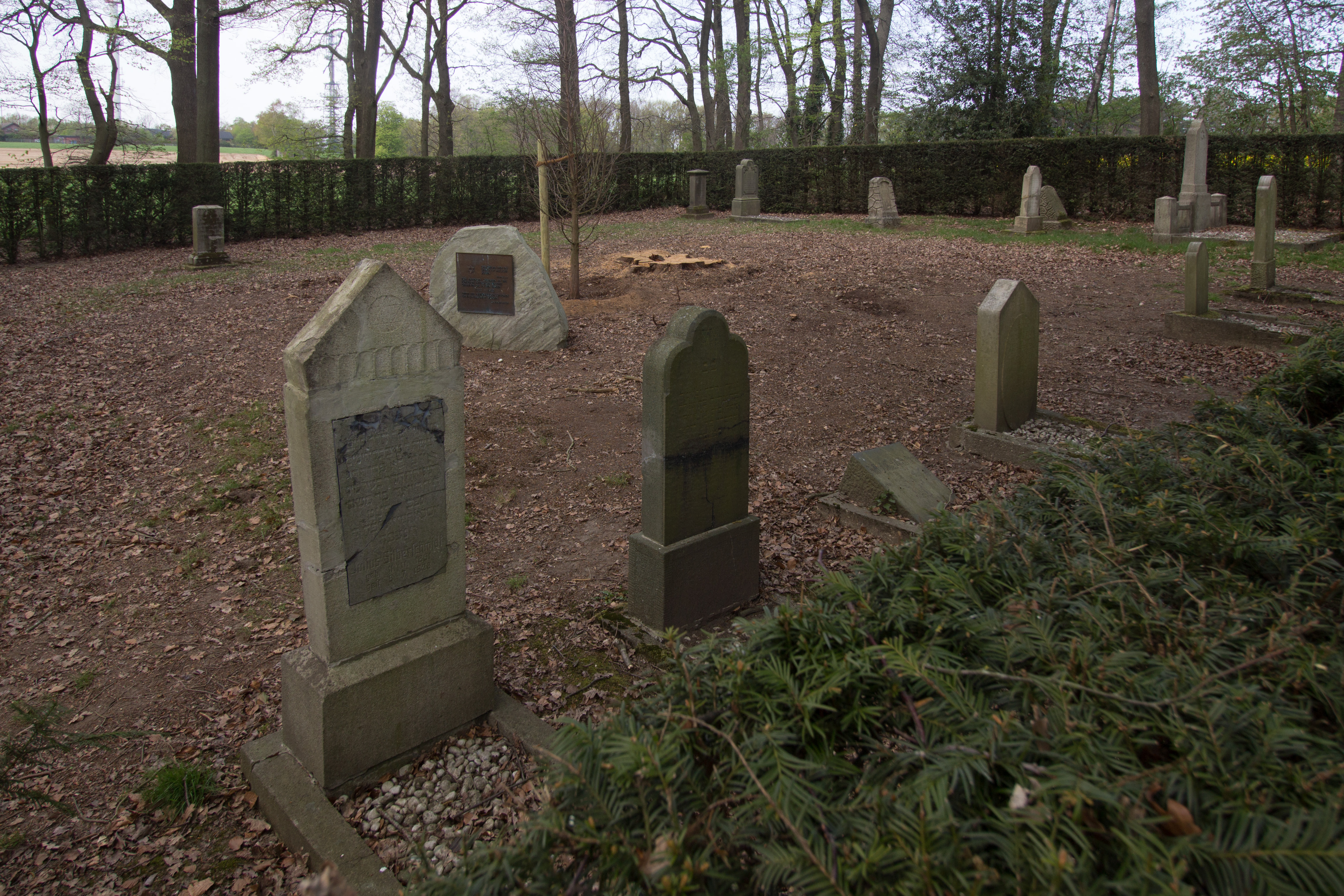
Friedhof in Groß Reken (2020)

### Friedhof in Klein Reken

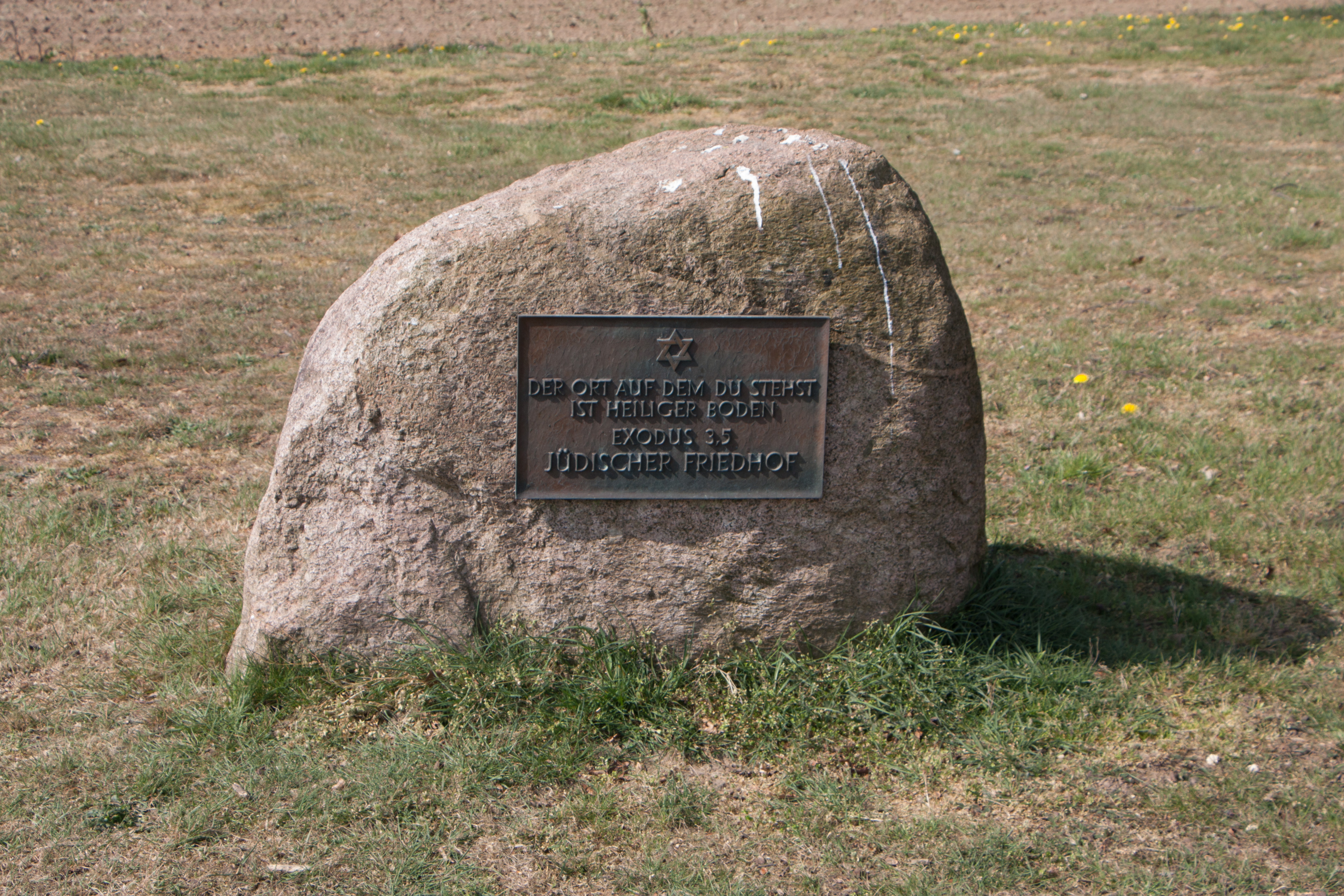
Gedenkstein auf dem ehemaligen Friedhof in Klein Reken (2020)

Der ehemalige jüdische Friedhof in Klein Reken lag ursprünglich im Gemeindegebiet von Lembeck-Wessendorf an der Kreuzung Dorstener Straße/Mühlenweg. 1905 wurde eine Teilfläche in der Größe von 326 m² an den Kaufmann Bernhard Rensing für 1000 M verkauft. Das Geld sollte zur Sanierung der reparaturbedürftigen Synagoge in Groß Reken dienen. Heute hat das Grundstück (Flur 4, Nr. 18) eine Fläche von 364 m². Die Grabsteine wurden wahrscheinlich in der nationalsozialistischen Zeit abgeräumt, die Friedhofsfläche eingeebnet. Ein Gedenkstein weist auf diese ehemalige Begräbnisstätte der Klein Rekener Juden hin.

Ahaus |
Anholt |
Bocholt |
Borken: Am Kuhm, Am Replingsfunder |
Erle |
Gemen |
Gescher |
Gronau |
Legden |
Raesfeld |
Reken |
Schöppingen |
Stadtlohn |
Südlohn |
Vreden: Alter Friedhof, Neuer Friedhof

### Synagoge in Groß Reken

Mitglieder der Familie Rössmann vor dem Synagogengebäude in Groß Reken

Als die jüdische Gemeinde in Groß Reken Mitte des 19. Jahrhunderts wuchs, richtete sie einen eigenen Betsaal in der Hauptstraße ein, der vom 28. bis 30. August 1863 feierlich eingeweiht wurde.
Die nichtjüdische Familie Rössmann, die in den 1920er/30er Jahren im anderen Teil des Hauses wohnte und ein Tabakgeschäft unterhielt, kümmerte sich um das Bethaus und konnte deshalb mietfrei dort wohnen. Mitte des 19. Jahrhunderts soll sich in Klein Reken ebenfalls eine Betstube, die sich aber nicht mehr lokalisieren lässt, befunden haben. Es ist anzunehmen, dass sie mit dem Bau der Synagoge in Groß Reken aufgegeben wurde und die Klein Rekener Juden an den Gottesdiensten in Groß Reken teilnahmen.
Da seit dem 1. April 1938 nur noch eine jüdische Familie in Groß Reken lebte, wurde die Synagoge, die bis wenige Jahre zuvor an den Feiertagen genutzt worden war, nebst dem 653 m² großen Grundstück am 29. März 1938 von Levie Schwarz aus Raesfeld, Oskar Löwenstein aus Gemen und Leo Jonas aus Borken als Vertreter der Synagogenuntergemeinde Reken für 5.500 RM an einen Groß Rekener Bürger verkauft. Gegen Ende des Zweiten Weltkrieges wurde das Gebäude teilweise von Bomben zerstört. Heute steht an der Stelle ein in den 70er Jahren neu errichtetes Wohnhaus.

## Die Repressalien und Verfolgungen während der Naziherrschaft
Zu Beginn der nationalsozialistischen Herrschaft lebten in Groß Reken die drei jüdischen Familien Lebenstein/Levinstein (Dorf Nr. 110, heute Harrierstraße 13), Lebenstein (Dorf Nr. 160, heute Surkstamm) und Silberschmidt (Dorf Nr. 102, heute Harrierstraße 2). In Klein Reken war noch Johanna (Hannchen) Humberg geblieben. Für sie alle begann eine Zeit der Repressionen und Diskriminierungen. Vor den Häusern Lebenstein/Levinstein und Silberschmidt zogen SA-Posten auf, die die Rekener Bürger zum Boykott der Geschäfte aufriefen. Ausgerechnet vor dem Haus Silberschmidt wurde ein Schaukasten für die Hetztiraden des Stürmers aufgestellt. Im Herbst 1933 erfolgte „auf höhere Anweisung“ der Ausschluss von Hermann Levinstein und Samuel Silberschmidt wegen ihrer Rassenzugehörigkeit aus der Freiwilligen Feuerwehr. Aus Protest verließen daraufhin acht Kameraden die Feuerwehr.

### Familie Lebenstein/Levinstein
In den zwanziger Jahren war das Kaufhaus Lebenstein nicht nur führend in Reken, sondern hatte über Reken hinaus zahlreiche Geschäftsverbindungen. Hermann Levinstein, der in die Familie Lebenstein eingeheiratet hatte und das Geschäft in den 20er Jahren zum führenden Kaufhaus in Reken und seiner näheren Umgebung gebracht hatte, verlor seine Aufsichtsratspositionen bei den Banken. Seine Frau Berta verübte im Jahre 1936 Selbstmord. Auch ihr Bruder, Albert Lebenstein, wählte am 7. oder 8. September 1939 den Freitod. Er war Hautarzt und praktizierte in Köln, hielt sich aber oft in Groß Reken auf.
Hermann Levinstein veräußerte nach dem Tode seiner Frau sein Geschäft im Jahre 1937 und zog nach Dorsten. Am 23. Januar 1942 erfolgte zusammen mit anderen Juden aus Dorsten seine Deportation nach Riga.
Hermann Levinstein gilt als verschollen, doch es ist sicher, dass er ermordet wurde. Auch sein Schwager Fritz Lebenstein wurde in einem KZ umgebracht.
Den anderen Familienmitgliedern gelang die Flucht ins Ausland. Im Sommer 1938 wanderten Selma Lebenstein und ihr Mann Phillip Gumpert nach Palästina und Anna Lebenstein und Otto Lebenstein im selben Jahr nach Australien aus. Hanni Levinstein, einzige Tochter von Hermann und Berta, emigrierte mit ihrem Ehemann ebenfalls nach Australien.

### Familie Lebenstein (Surkstamm)
Eine zweite Familie Lebenstein wohnte in Groß Reken am heutigen Surkstamm und war nicht mit den Lebensteins/Levinsteins in der heutigen Harrierstraße verwandt. Die Eltern David und Berta Lebenstein lebten von Landwirtschaft und Viehhandel. Sie hatten drei Kinder: Alex, Marta und Leopold. Der Sohn Leopold arbeitete zu Hause als Sattler und Möbelpolsterer. Marta war Hausangestellte in Wesel. Ein Bruder von David Lebenstein mit Namen Salomon wurde „arme Jüdeken“ genannt. Er trieb ein wenig Kleinhandel und wurde weitgehend von seinem Bruder und den Nachbarn unterhalten.
Alex und Leopold Lebenstein emigrierten kurz nach 1933 nach Palästina. Als Ende des Jahres 1941 die Deportationen begannen, wurde ihre Schwester Marta Lebenstein am 10. Dezember 1941 nach Münster verbracht und am 13. Dezember nach Riga deportiert, von dort 1944 in das Konzentrationslager Stutthof, wo sie umkam. Ihre Eltern, David und Berta Lebenstein, sowie Salomon Lebenstein gehörten dem Transport von Münster nach Theresienstadt am 31. Juli 1942 an. Alle drei wurden im September 1942 weiterverschleppt in das Vernichtungslager Treblinka. Sie sind dem Holocaust zum Opfer gefallen.

### Familie Silberschmidt
Samuel Silberschmidt war Viehhändler, seine Frau Rosa betrieb ein Textilgeschäft ganz in der Nähe der Levinsteins. Ihren beiden Kindern Fritz und Julia gelang die Flucht aus Deutschland. Fritz Silberschmidt flüchtete über die Niederlande (1937) nach Argentinien (1938). Seine Schwester Julia emigrierte mit ihrem Ehemann Richard Wolff, den sie 1936 geheiratet hatte, und ihrem Töchterchen 1939 nach Chile.
Ihre Eltern versuchten im Oktober 1941 auszuwandern. Samuel Silberschmidt konnte am 23. Oktober 1941 von Berlin über Lissabon nach Argentinien emigrieren, während seine Ehefrau Rosa zurückbleiben musste, da sie noch keine 60 Jahre alt war und inzwischen die Ausreise von Juden, die diese Altersgrenze unterschritten, untersagt war. Sie wurde später von Gemen aus in ein Vernichtungslager verschleppt.

### Johanna Humberg in Klein Reken
Von der Familie Humberg lebte bis 1938 nur noch Johanna (Juden Hannchen) in Klein Reken. Sie besaß ein Wohnrecht im Haus der Familie Theodor Rentmeister und bestritt ihren Lebensunterhalt durch Näharbeiten. 1938 holte der Bruder Sally Johanna Humberg nach Essen und besorgte ihr einen Platz in einem Altersheim. Sie war zu diesem Zeitpunkt 72 Jahre alt. Von dort wurde sie später ins Konzentrationslager Theresienstadt deportiert, wo sie am 25. August 1942 umgekommen ist.

## Nach dem Holocaust
Nach dem Zweiten Weltkrieg haben sich ehemalige jüdische Bewohner oder deren Nachkommen nicht mehr in Reken niedergelassen. Fritz Silberschmidt und der einzige Sohn von Hanni Roberts, geborene Levinstein, John Albert Roberts aus Sydney, besuchten mehrfach Groß Reken.

### Rückerstattungen
In den ersten Nachkriegsjahren erhoben die Brüder Leopold und Alex Lebenstein, inzwischen in Israel, Anspruch auf das Erbe ihrer ermordeten Eltern David und Berta Lebenstein sowie ihrer Schwester Martha. Haus und Grundstück waren nach deren Deportation vom Deutschen Reich konfisziert und der Hausrat öffentlich versteigert worden. Die Wiedergutmachungskammer beim Landgericht in Münster entschied am 11. Dezember 1953, dass der derzeitige Mieter durch Zahlung einer Geldsumme Haus und Grundstück in seinen Besitz nehmen durfte. Für den versteigerten Hausrat erhielten Lebensteins 1956 einen finanziellen Ausgleich aus dem Fonds für gesperrte Vermögen.
Ansprüche auf den Nachlass Hermann Levinsteins erhob am 17. Februar 1947 dessen einzige Tochter Johanna Roberts, wohnhaft in Sydney. Nach mehreren Verfahren vor der Wiedergutmachungskammer beim Landgericht in Münster einigten sich die Beteiligten schließlich durch Vergleich auf Nachzahlungen seitens der Käufer. Das letzte Verfahren wurde am 21. März 1952 abgeschlossen.
Samuel Silberschmidt aus Argentinien hatte sich 1951 privat mit zwei ehemaligen Käufern aus Groß Reken über eine entsprechende Nachzahlung für sein Geschäftshaus und ein Grundstück geeinigt. Weitere Rückerstattungsverfahren erübrigten sich, da Silberschmidt einem anderen Rekener Geschäftsmann schriftlich bestätigte, dass dieser in den Jahren 1937/38 insgesamt drei Grundstücke reell von ihm erworben hatte.
Für die Synagogengemeinde Borken erhob die Jewish Trust Corporation (JTC) Anspruch auf das Haus und das Grundstück der Synagogenuntergemeinde Groß Reken. Dieses Verfahren endete am 22. Oktober 1952 mit einem Vergleich zwischen der JTC und der Witwe des im Krieg umgekommenen Käufers.

### Kontakte zwischen Rekener Bürgern und ausgewanderten Juden bzw. deren Nachkommen
Nach dem Krieg gab es briefliche Kontakte zwischen ausgewanderten Juden und Rekener Bürgern. Fritz Silberschmidt besuchte mit seiner Frau Hilde mehrmals Reken und unterhielt Kontakte zu den Familien Lütkebohmert und Hesterwerth. Beide Eheleute sind inzwischen verstorben. John Albert Roberts aus Sydney, einziger Sohn Johanna Roberts’, geborene Levinstein, unterhält noch heute persönlichen Kontakt zu den Familien Möller (Reken) und Meirick (Heiden). Er hat mehrfach, auch mit seiner Familie, Reken und das Münsterland besucht.

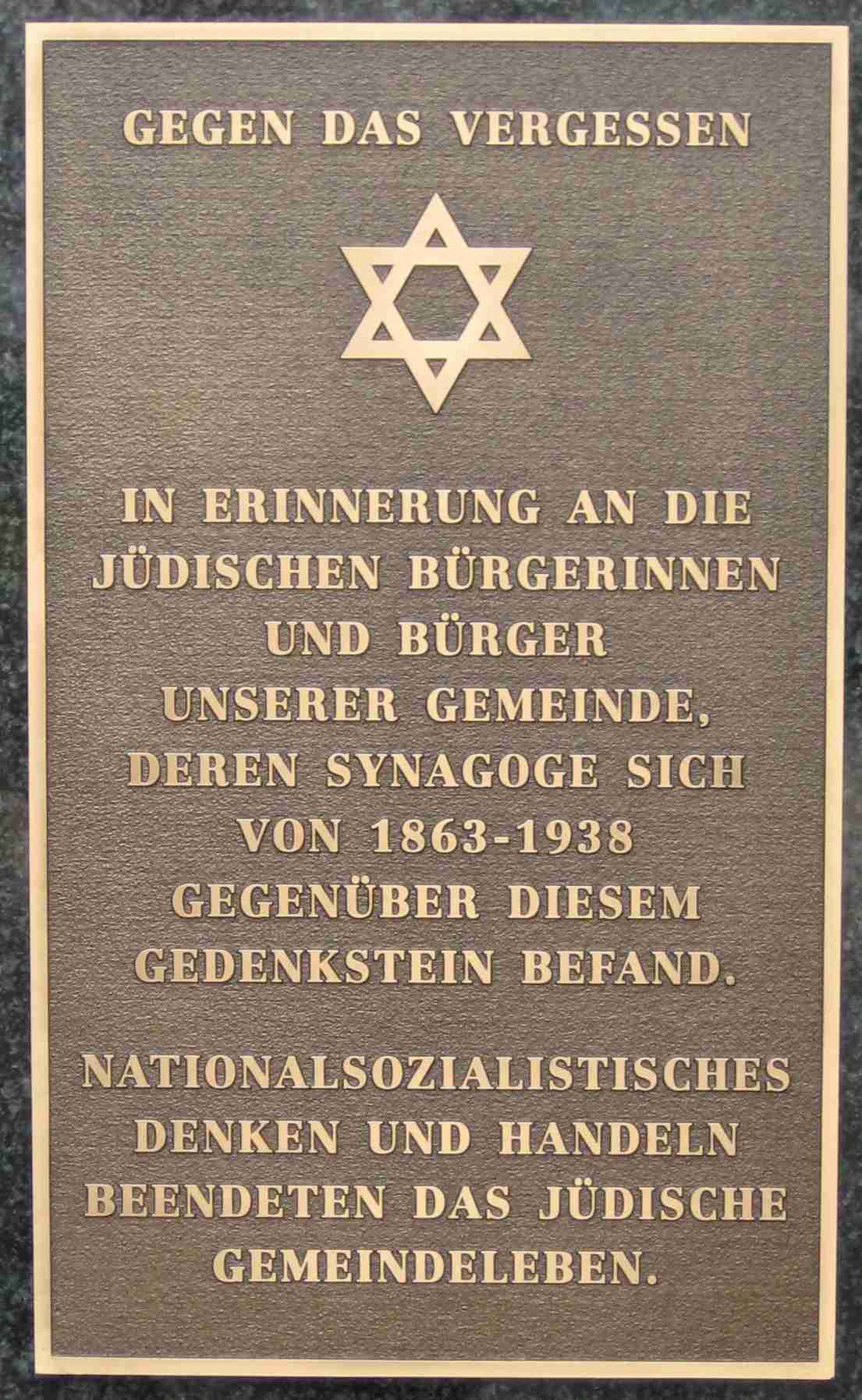
Gedenkstele am ehemaligen Synagogenplatz

### Erinnerungsstätten und Gedenksteine
Im Jahre 1981 erfolgte die Instandsetzung der jüdischen Friedhöfe in Groß Reken und in Klein Reken. Auf dem Klein Rekener Friedhof wurde ein Gedenkstein eingeweiht mit der Inschrift „Der Ort, auf dem du stehst, ist heiliger Boden. Exodus 3.5. jüdischer Friedhof“. 1985 errichtete die Gemeinde Reken auf dem Groß Rekener Friedhof einen weiteren Gedenkstein. Er trägt außer demselben Bibelzitat den Zusatz: „Zum ehrenden Gedenken an die jüdischen Mitbürger unserer Gemeinde, die in den Jahren 1933–1945 Opfer der nationalsozialistischen Gewaltherrschaft wurden. Gemeinde Reken“. Am 13. Dezember 2005 wurde im „Geschichtsort Villa ten Hompel“ in Münster ein Gedenkblatt für die Familie Lebenstein / Levinstein verlesen und dem dort geführten ‚Gedenkbuch‘ hinzugefügt. Am 6. März 2009 wurde in der Nähe des ehemaligen Synagogengebäudes ein Gedenkstein enthüllt, dessen Text auf dem nebenstehenden Bild zu lesen ist.

## Notizen
1. ↑  zu diesem Abraham, geb. 1852 in Klein Reken, seine Mutter hieß Anschel, und seinen Nachkommen in Dingden ab 1882 siehe ausführlich Humberghaus
2. ↑  Ein weiblicher Abkömmling in einer der beiden Humberg-Familien war Rosa, verh. Heumann, geb. Humberg, geb. 17. August 1875 in Klein Reken, sie lebte in Eschweiler. Deportation am 22. März 1942 vom Verschiebebahnhof Koblenz-Lützel in das Ghetto Izbica, ihr weiteres Schicksal ist unbekannt; sie wurde für tot erklärt. Ein weiteres Familienmitglied war Levi Humberg, geb. 14. Juli 1887 in Klein Reken, letzter bekannter Wohnort Wuppertal-Elberfeld (von den Nationalsozialisten eingerichtetes „Judenhaus“), zuvor in Bottrop und Gladbeck wohnhaft. Deportation am 10. November 1941 von Düsseldorf in das Ghetto Minsk, dort verschollen. (Quelle)
3. ↑  Reken. Gemeinde Reken, Kreis Borken auf zentralarchiv-juden.de
4. ↑  Klein-Reken. Gemeinde Reken, Kreis Borken auf zentralarchiv-juden.de